# 地域福祉事業所
地域福祉事業所（ちいきふくしじぎょうじょ）は、総合福祉拠点を意味する事業所。
2003年労働者協同組合労協センター事業団（旧・企業組合労協センター事業団）で商標登録がされ、日本労働者協同組合(ワーカーズコープ)連合会センター事業団で運営されている事業所で使われている。

## 概要
各事業所の名称に用いられており、地域の事業活動と地域づくりをつなぎ合わせ、通常の会社運営を行う事業所とは異なる、福祉・ボランティア活動や地域づくり活動も行う事業所として、「地域福祉」と「事業所」と繋げて呼称されている。
地域福祉について
2000年、社会福祉基礎構造改革により「地域福祉」という言葉が用いられ、これを中心として施策が打ち出された。2000年6月、社会福祉事業法等の改正により、社会福祉法に新たに規定された事項より、市町村地域福祉計画及び都道府県地域福祉支援計画が作られた。